# Объединённая партия национального развития
Объединённая партия национального развития (ОПНР; англ. United Party for National Development; UPND) — либеральная политическая партия в Замбии, одна из основных партий страны. Основана в 1998 году замбийским политиком Андерсоном Мазокой. Руководитель — президент Замбии Хакаинде Хичилема. Партия является членом-наблюдателем в Африканской либеральной сети.

## История
Объединённая партия национального развития (ОПНР) была создана в декабре 1998 года и первоначально возглавлялась Андерсоном Мазокой, который незадолго до этого вышел из Движения за многопартийную демократию. Мазока был кандидатом в президенты от партии на президентских выборах 2001 года, заняв второе место с 27 % голосов и меньше чем на 2 % отстал от победителя Леви Мванавасы из Движения за многопартийную демократию. На выборах того же года в Национальную ассамблею ОПНР получила 49 мест, став второй по величине парламентской партией после ДМД.
В марте 2006 года партия присоединилась к Объединённому демократическому альянсу, сформированному тремя крупнейшими оппозиционными партиями для участия в всеобщих выборах 2006 года. После смерти Мазоки в мае 2006 года Хакаинде Хичилема стал лидером партии и был кандидатом в президенты альянса. Однако с 25 % голосов он оказался лишь третьим на президентских выборах после Мванавасы и Майкла Саты. Объединённый демократический альянс получил только 26 мест в Национальном собрании по сравнению с 74, которые три партии получили в 2001 году.
Хичилема был кандидатом ОПНР на досрочных президентских выборах 2008 года, заняв третье место с 20 % голосов. Он снова занял третье место на всеобщих выборах 2011 года с 18 % голосов, в то время как партия получила 28 мест в Национальной ассамблее, став третьей по величине партией в парламенте.
Хичилема был выбран в качестве кандидата от партии на досрочных президентских выборах 2015 года. Хичилема стал главным противником кандидата от Патриотического фронта Эдгара Лунгу после того, как получил поддержку нескольких депутатов от ДМД. Хотя Хичилема получил 47 % голосов, Лунгу был избран с 48 %.

## Участие в выборах

### Президентские выборы
| Выборы | Кандидат          | Голосов   | %       | Результат |
| ------ | ----------------- | --------- | ------- | --------- |
| 2001   | Андерсон Мазока   | 472 697   | 27,20 % | Не избран |
| 2006   | Хакаинде Хичилема | 693 772   | 25,32 % | Не избран |
| 2008   | Хакаинде Хичилема | 353 018   | 19,70 % | Не избран |
| 2011   | Хакаинде Хичилема | 506 763   | 18,17 % | Не избран |
| 2015   | Хакаинде Хичилема | 780 168   | 46,67 % | Не избран |
| 2016   | Хакаинде Хичилема | 1 760 347 | 47,63 % | Не избран |
| 2021   | Хакаинде Хичилема | 2 852 348 | 59,02 % | Избран    |

### Парламентские выборы
| Выборы | Лидер             | Голосов                      | %      | Мест      | +/-  | Положение | Результат     |
| ------ | ----------------- | ---------------------------- | ------ | --------- | ---- | --------- | ------------- |
| 2001   | Андерсон Мазока   | 416 236                      | 23,77% | 49 из 150 | ▲ 49 | ▲ 2       | Оппозиция     |
| 2006   | Хакаинде Хичилема | 610 608 (Минорная часть ОДА) | 22,51% | 26 из 150 | ▼ 48 | ▼ 3       | Оппозиция     |
| 2011   | Хакаинде Хичилема | 464 527                      | 17,21% | 28 из 150 | ▲ 2  | ▬ 3       | Оппозиция     |
| 2016   | Хакаинде Хичилема | 1 525 049                    | 41,66% | 58 из 156 | ▲ 30 | ▲ 2       | Оппозиция     |
| 2021   | Хакаинде Хичилема | 2 174 962                    | 46,64% | 82 из 156 | ▲ 24 | ▲ 1       | Правительство |